# Praça da Liberdade (Tiblíssi)
Praça da Liberdade (em georgiano: თავისუფლების მოედანი Tavisuplebis moedani), anteriormente conhecida como Erevan ou Praça Paskevitch-Erevan (em georgiano: ერევანსკის მოედანი, Erevansk'is moedani, em russo: Эриванскская площадь, Erivanskskaya ploshchad) sob o Império Russo e Praça Beria (georgiano: ბერიას მოედანი, Berias moedani) e Praça Lênin (georgiano: ლენინის მოედანი, Leninis moedani) enquanto parte da União Soviética, é uma praça pública da Geórgia que está localizada no centro de Tiblíssi, no extremo leste da Avenida Rustaveli.

## História

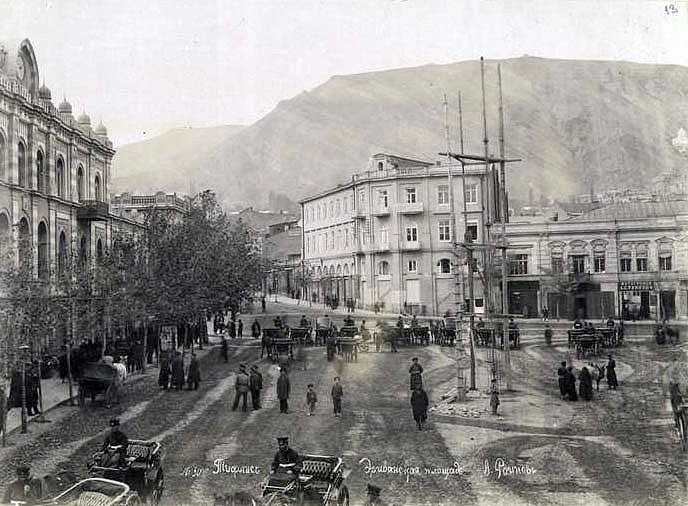
Praça Paskevich-Erevã em meados de 1870

A praça originalmente recebeu o nome de Ivan Paskevich, Conde de Erivan, general ucraniano do Exército Imperial Russo, que ganhou seu título em homenagem à conquista de Erivan (atual Erevan) pelo Império Russo. Durante a era soviética, a praça foi renomeada duas vezes: primeiro foi chamada de "Praça Beria", e depois "Praça Lenin". O local foi nomeado Praça da Liberdade pela primeira vez em 1918, durante a fundação da Primeira República da Geórgia, após o colapso do Império Russo.
A Praça da Liberdade foi o local do assalto ao banco de Tíflis em 1907. Também foi palco de várias manifestações de massa, incluindo a da independência da Geórgia (da União Soviética), a Revolução Rosa e outras. Em 2005, foi o local onde o presidente dos Estados Unidos George W. Bush e o presidente da Geórgia Mikheil Saakashvili dirigiram-se a uma multidão de cerca de 100 000 pessoas em comemoração ao 60º aniversário que marcou o fim da Segunda Guerra Mundial. Durante esse evento, Vladimir Arutyunian, um georgiano-armênio, lançou uma granada ao presidente Bush enquanto ele falava sobre uma tentativa frustrada de assassiná-lo.

## Monumentos
Próximo ao lado norte da Praça da Liberdade, há um pequeno espaço aberto com uma fonte e um busto de Alexandre Pushkin. Nas proximidades, o famoso comunista Kamo (Simon Ter-Petrossian) já foi enterrado, mas durante o governo de Stalin, seus restos mortais foram transferidos para um local não revelado.
A prefeitura de Tiblíssi está situada na praça. Outros edifícios incluem a antiga sede do Bank of Georgia e o Marriott Internacional de Tiblíssi. A praça também abriga o escritório do governo local da Antiga Tiblíssi, além de ser palco do projeto para construção da Nova Tiblíssi, que começou em fevereiro de 2013 e tinha previsões de obras até o final de 2016.
Durante o período soviético, a praça exibia uma grande estátua de Vladimir Lenin, que foi simbolicamente demolida em agosto de 1991. Em 23 de novembro de 2006, o Monumento de São Jorge, representando São Jorge matando o dragão, criado por Zurab Tsereteli, foi inaugurado no mesmo local.

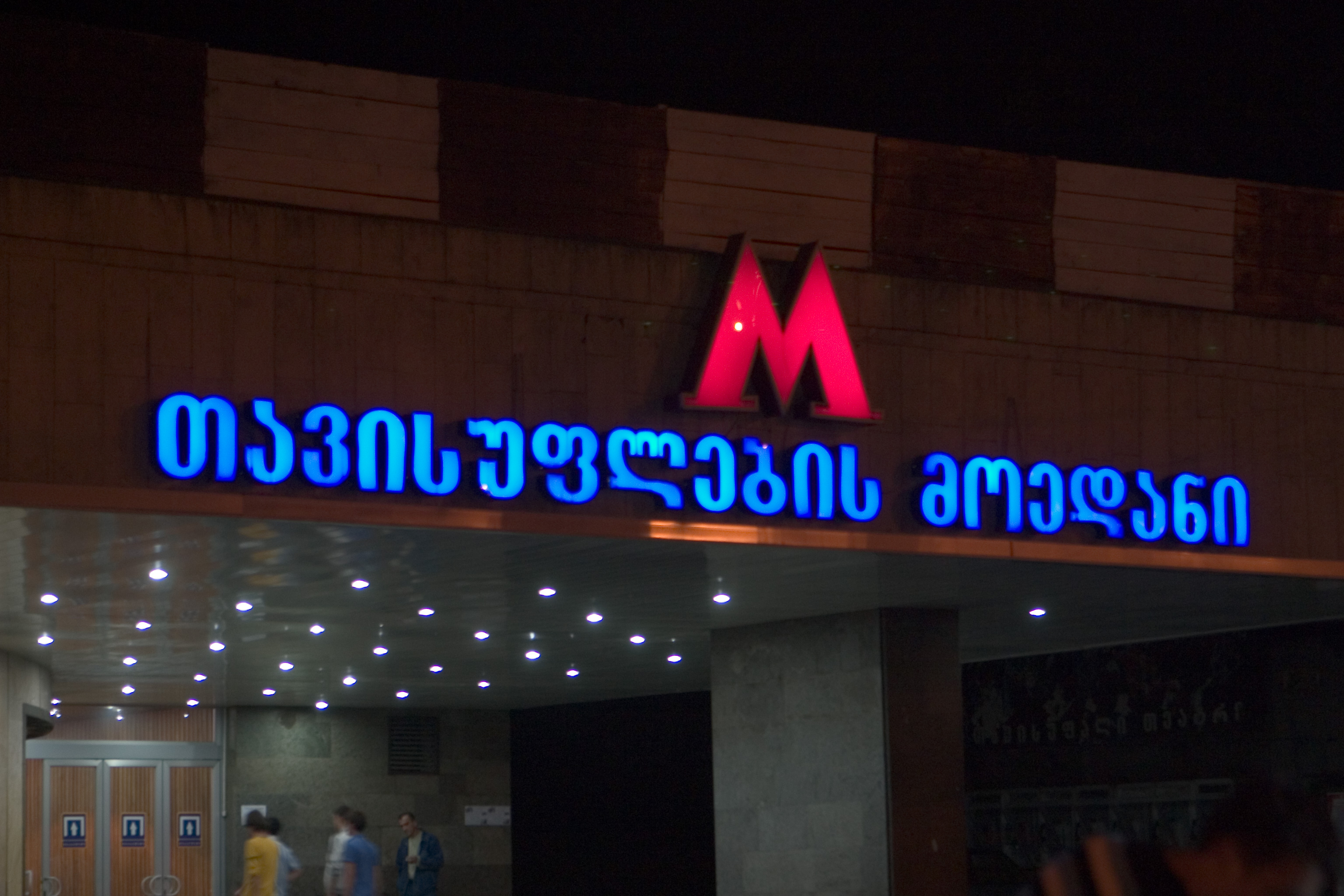
Entrada da estação de Metro Tavisuplebis Moedani

A partir desta praça, ramificam-se seis ruas: Avenida Rustaveli, Rua Pushkin, Rua Kote Apkhazi, Rua Shalva Dadiani, Rua Galaktion Tabidze e Rua Giorgi Leonidze.

## Galeria

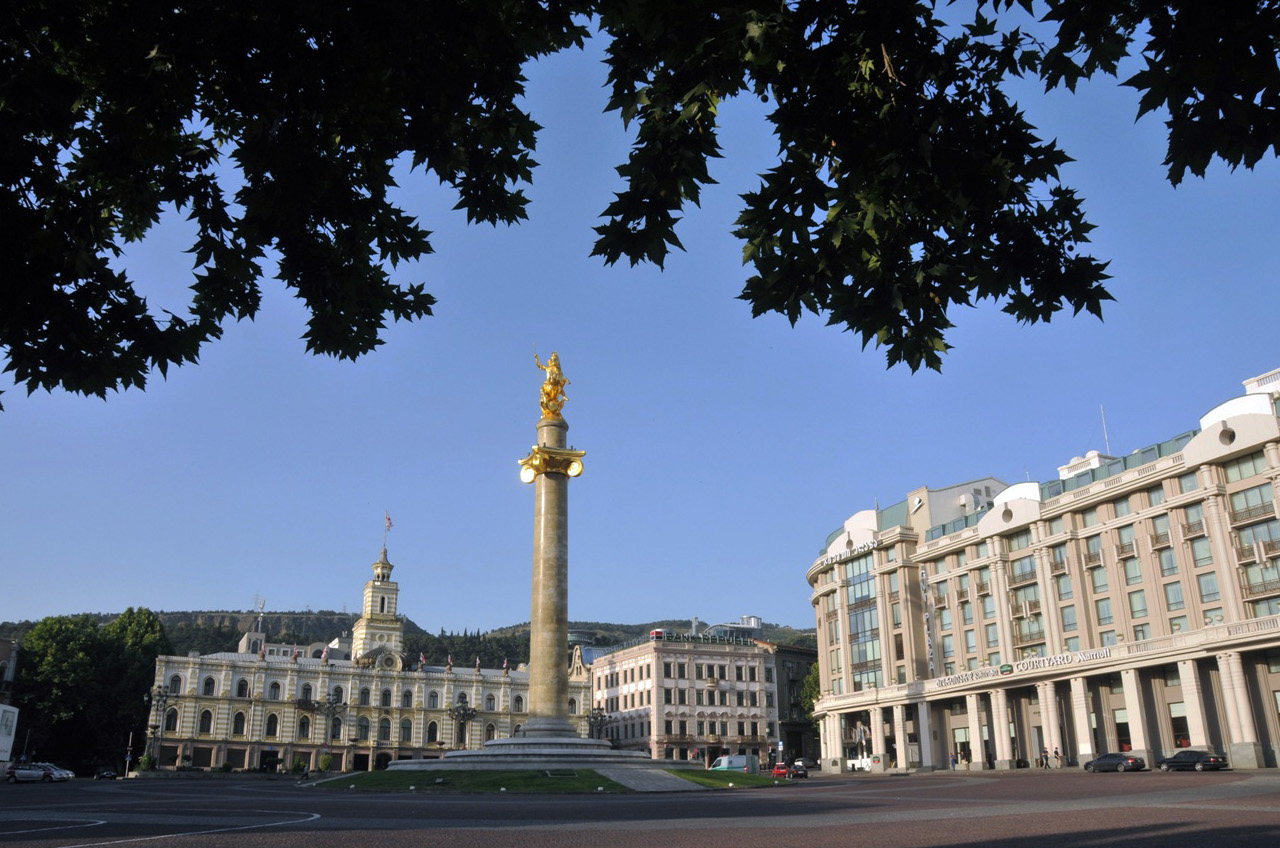
Praça da Liberdade em 2000
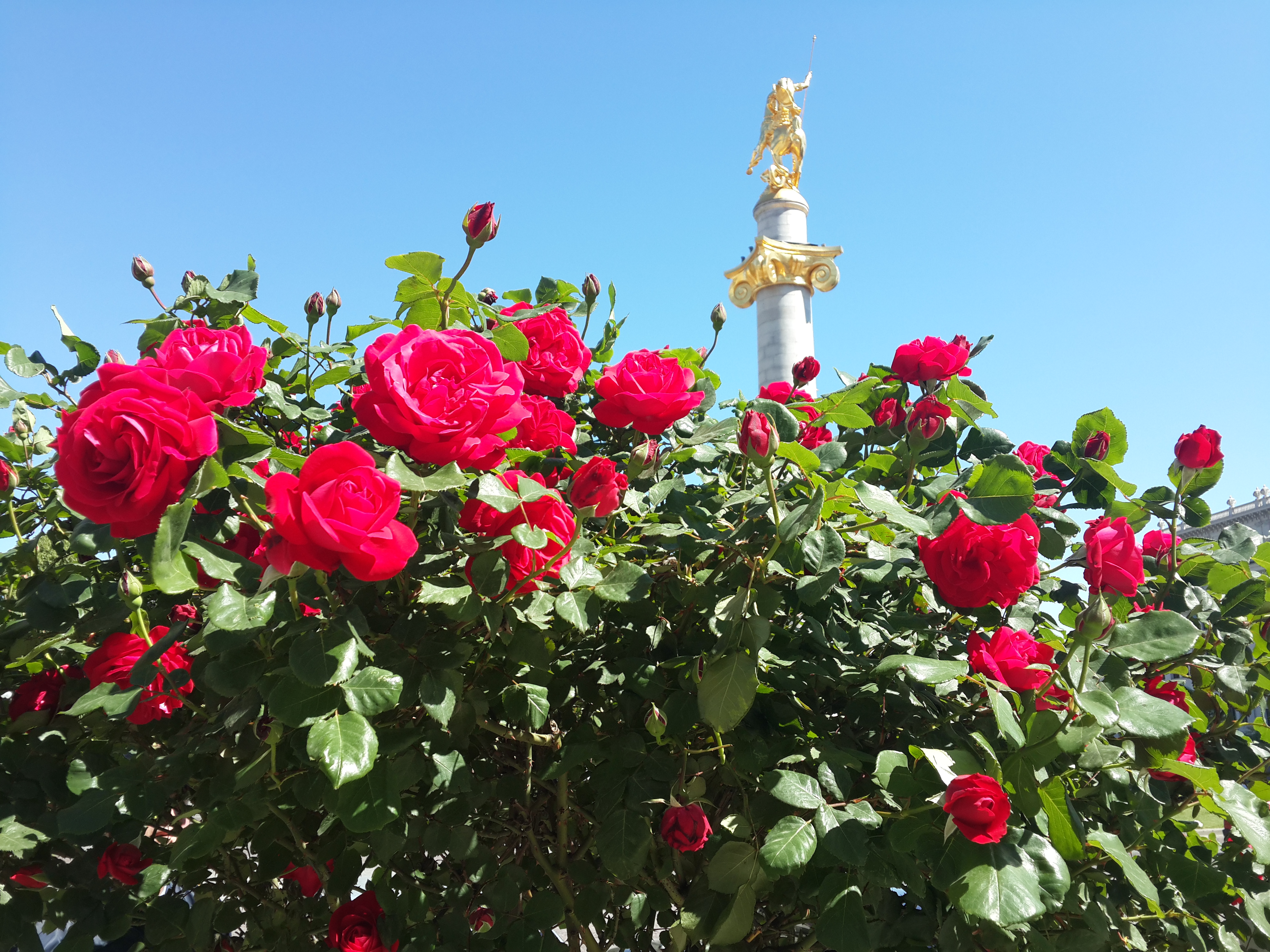
Rosas da Praça da Liberdade, Tiblíssi
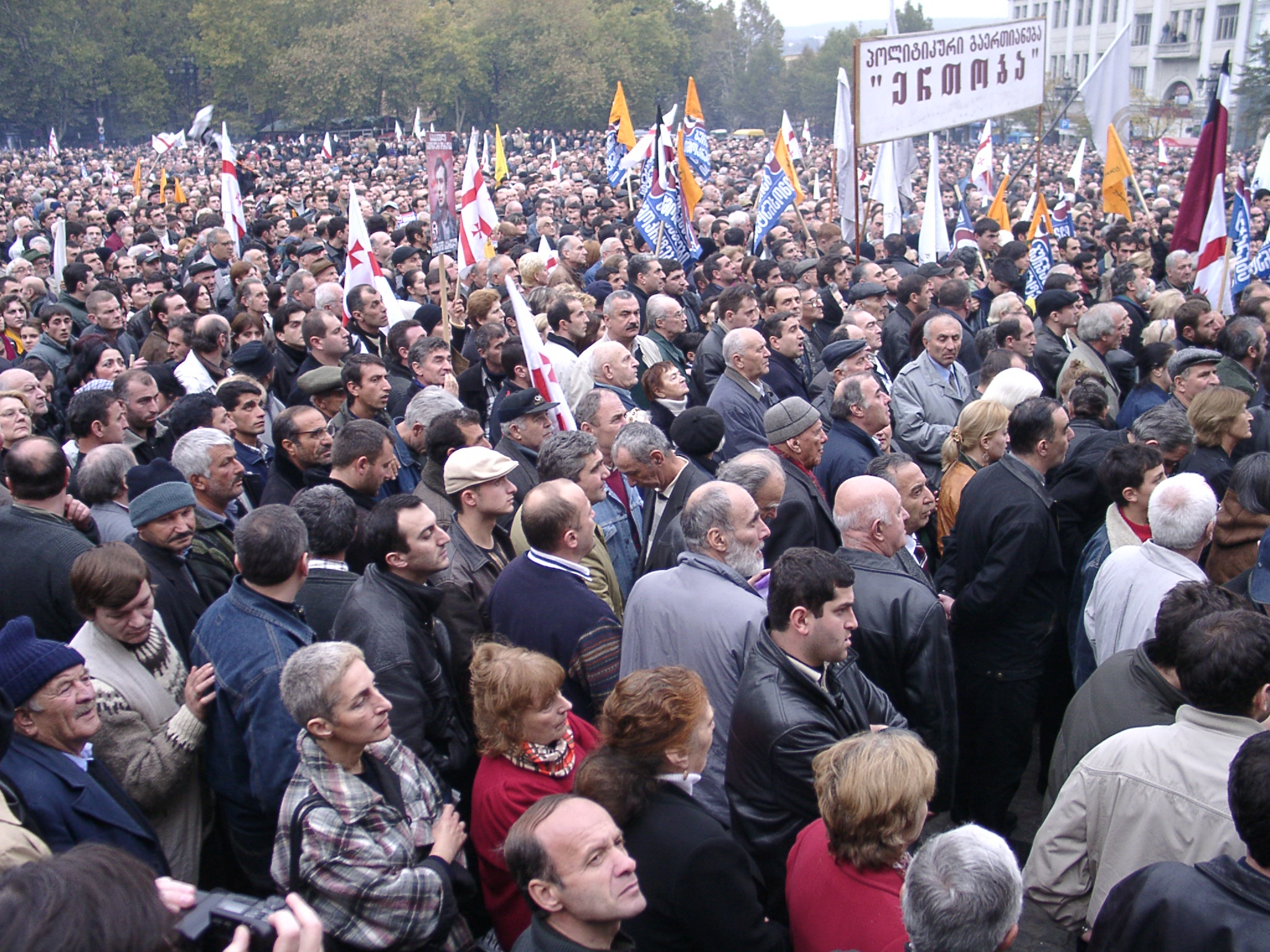
Manifestação pela Revolução Rosa na Praça da Liberdade